# Jonathan Heris
Jonathan Heris (Brüsszel, 1990. szeptember 3. –) belga labdarúgó, a belga Eupen védője.

## Pályafutása
Pályafutását a belga másodosztályban szereplő FC Brussels együttesében kezdte, ahol 18 évesen mutatkozott be a ligában. Később a Royal White Star és az AFC Tubize csapataiban is játszott. Összesen 117 belga másodosztályú mérkőzésen nyolc gólt szerzett és öt gólpasszt osztott ki társainak.
A 2014-es év téli átigazolási szezonjában két és fél évre az Újpest FC-hez szerződött. Tavasszal egyből bemutatkozhatott az NB1-ben, és hamar alapemberévé vált csapatának. Játszott a félév összes kupamérkőzésén, beleértve a Diósgyőri VTK elleni döntőn is, ahol az Újpest diadalmaskodott. A következő szezonban végigjátszotta a megnyert szuperkupa-mérkőzést, és belőtte büntetőjét a tizenegyes-párbajban a bajnok Debrecen ellenében. Ősszel tizenhat bajnokin szerepelt, és neki is köszönhető, hogy csapata tizennyolc élvonalbeli találkozón csak tizenkét gólt kapott, ezzel a második legjobbak lettek a mezőnyben kapott gól alapján a DVSC-vel egyetemben. Tavasszal az újonc Dunaújváros ellen (3–1) duplázott fejjel, míg a Puskás Akadémia kapuját sarokkal vette be. 2017. június 15-én a Puskás AFC szerződtette. Két szezon alatt 51 tétmérkőzésen kapott lehetőséget a felcsúti klub színeiben, a 2017-2018-as szezonban Magyar Kupa-döntős volt a csapattal. 2019 nyarán újból az Újpest FC játékosa lett. A 2019–2020-as szezonban 26 bajnoki kapott lehetőséget a csapatban, összesen 130 tétmérkőzésen viselte az Újpest mezét. 2020 nyarától a belga Eupen játékosa, bár hazaigazolását megelőzően szerződtetését már bejelentette a ciprusi Néa Szalamína, Heris végül hazájában folytatta pályafutását.

## Sikerei, díjai
Újpest
- Magyar kupa győztes: 2013–14
- Magyar szuperkupa győztes: 2014